# Korliukove, Zinkiv
Korliukove (în ucraineană Корлюкове) este un sat în comuna Batkî din raionul Zinkiv, regiunea Poltava, Ucraina.

## Demografie
Componența lingvistică a localității Korliukove
     Ucraineană (100%)
Conform recensământului din 2001, toată populația localității Korliukove era vorbitoare de ucraineană (100%).